# Ласло Мартон
Ласло Мартон е унгарски писател, драматург, преводач, есеист и преподавател.

## Биография
Ласло Мартон е роден на 23 април 1959 г. в Будапеща. Завършва унгарска филология-немска филология-социология във Факултета по хуманитарни науки на Университета „Лоранд Йотвьош“ (1978 – 1983). От 1984 до 1989 г. работи като редактор в издателство „Хеликон“. От 1990 г. е писател на свободна практика.

## Творчество
Мартон пише трилогията „Амбициозният“ в началото на 90-те години. Издадена под формата на книга, драмата се приема с голям интерес от литературната общественост. Написването на продължението ѝ обаче отнема петнадесет години. Първата част, чието име носи и трилогията, е поставена в театър „Геза Гардони“ в Егер, Унгария. Мартон е автор на над 20 книги и на повече от 15 пиеси. Превежда книги от немски и английски език на автори като Мартин Лутер, Братя Грим, Гьоте, Шекспир и други.
Мартон издава творби главно на унгарски, но пише и на немски език. Носител е на множество награди, сред които „Атила Йожеф“, „Янус Панониус“ за превод, „Фридрих Гундолф“, „Баумгартен“.

## Творби (преведени на български език)
- „Принудително освобождение“ (Kényszerű szabadulás) изд. „Гутенберг“, 2015, прев. Стефка Хрусанова
- „Трите капки кръв на Рая“ (A mennyország három csepp vére) изд. „Гутенберг“, 2018, прев. Стефка Хрусанова
- „Трудна дипломация“ (A követjárás nehézségei) изд. „Гутенберг“, 2020, прев. Стефка Хрусанова ISBN 978-619-176-171-5[1]